# Phantom Cycle USA
Phantom Cycle USA is een merk motorfietsen, dat in Alaska wordt gemaakt, in Wasilla. Phantom Cycle USA bouwt choppers naar individuele wens van de klant. De motorblokken komen van El Bruto.